# Marçal Casanovas i Guerri
Marçal Casanovas i Guerri (Barcelona, 21 de setembre de 1921 - Olot, 25 de gener de 2017) fou un enginyer, polític i activista cultural català nascut a Barcelona i instal·lat a Olot de ben jove.

## Biografia
Era fill de l'escultor Enric Casanovas i Roy. El 1942 va ingressar a l'Escola de Teixits de Punt, on es va graduar com a enginyer tèxtil, i es va establir a Olot. Durant els anys 60 fou el fundador de la delegació de la Garrotxa d'Òmnium Cultural, del Club Natació d'Olot i del Club Patí d'Olot. Va ser fundador de l'Assemblea de Catalunya a la Garrotxa. També va ser membre directiu de l'Orfeó Popular Olotí i va fer classes de català.
Va començar a militar a Esquerra Republicana el 1978, partit pel qual va ser escollit, l'any següent, regidor i tinent d'alcalde de l'Ajuntament d'Olot. Fou elegit diputat per la circumscripció deGirona a les eleccions al Parlament de Catalunya de 1980, 1984 i 1988 dins les llistes d'Esquerra Republicana de Catalunya, on es va fer famós per abandonar l'hemicicle cada cop que es feia una intervenció en castellà. Fou Secretari Quart del Parlament de Catalunya la legislatura 1984-1988 i secretari quart de la Comissió de Reglament i de la Comissió de Govern Interior. El 1989 va passar amb Joan Hortalà i Joan Manuel Sabanza al Grup Mixt en desacord amb el nou secretari d'ERC Àngel Colom i Colom, amb els quals va fundar un nou partit, Esquerra Catalana. Va ser regidor independent dins les llistes del PSC a l'Ajuntament d'Olot. El 2000 va tornar a ERC.